# Pekariowiec
Pekariowiec (Pecari) – rodzaj ssaków z podrodziny Tayassuinae w obrębie rodziny pekariowatych (Tayassuidae). 

## Rozmieszczenie geograficzne
Rodzaj obejmuje jeden żyjący współcześnie gatunek występujący w Ameryce.

## Morfologia
Długość ciała (bez ogona) 84–106 cm, długość ogona 1–10 cm, wysokość w kłębie 30–50 cm; masa ciała 15–42 kg.

## Systematyka
Rodzaj zdefiniował w 1817 roku francuski przyrodnik Georges Cuvier w publikacji swojego autorstwa zatytułowanej Królestwo zwierząt uporządkowane według swojej organizacji, jako podstawa historii naturalnej zwierząt i wprowadzenie do anatomii porównawczej. Cuvier wymienił dwa gatunki – Dicotyles torquatus G. Cuvier, 1816 (= Sus tajacu Linnaeus, 1758) i Dicotyles labiatus G. Cuvier, 1816 (= Sus pecari Link, 1795) – nie wskazując gatunku typowego; gatunkiem typowym jest (późniejsze oznaczenie) Dicotyles torquatus G. Cuvier, 1816 (= Sus tajacu Linnaeus, 1758).

### Etymologia
- Dicotyles (Dicotylus, Dycoteles, Dicotyle, Dycotyles): gr. δικoτυλος dikotulos ‘posiadający dwa wgłębienia’; od δι- di- ‘podwójny’, od δις dis ‘dwukrotny’, od δυο duo ‘dwa’; κοτυλη kotulē ‘dziura, wgłębienie’[19].
- Notophorus: gr. νωτο νωτονφορος nōtophoros ‘noszący na grzbiecie’, od nōton ‘tył, grzbiet’; -φορος -phoros ‘noszący’, od φερω pherō ‘nosić’[20]. Gatunek typowy (oznaczenie monotypowe): Sus Tajassu Erxleben, 1777 (= Sus tajacu Linnaeus, 1758).
- Adenonotus: gr. αδην adēn, αδενος adenos ‘gruczoł’; -νωτος -nōtos ‘-tyły, -grzbiety’, od νωτον nōton ‘tył, grzbiet’[21]. Gatunek typowy (oznaczenie monotypowe): Sus Tajassu Erxleben, 1777 (= Sus tajacu Linnaeus, 1758).
- Pecari: tupi pé ‘ścieżka’; caa ‘las’; ri ‘wiele’[22]. Gatunek typowy (oznaczenie monotypowe): Dicotyles torquatus G. Cuvier, 1816 (= Sus tajacu Linnaeus, 1758).
- Mamdicotylesus: modyfikacja zaproponowana przez meksykańskiego przyrodnika Alfonso Luisa Herrerę w 1899 roku polegająca na dodaniu do nazwy rodzaju przedrostka Mam (od Mammalia)[23].
- Waldochoerus: gr. wald (?) ‘las’; χοιρος khoiros ‘świnia’[11]. Gatunek typowy (oryginalne oznaczenie): Waldochoerus bassleri Frailey & K.E. Campbell, 2012 (= Sus tajacu Linnaeus, 1758).
- Muknalia: jaskinia Muknal (w języku maya ‘podziemia’), Quintana Roo, Meksyk[12]. Gatunek typowy (oryginalne oznaczenie): Muknalia minima S.R. Stinnesbeck, E. Frey, W. Stinnesbeck, Avíles Olguín, Zell, Terrazas Mata, Benavente Sanvicente, González González, Rojas Sandoval & Acevez Nuñez, 2017 (= Sus tajacu Linnaeus, 1758).

### Podział systematyczny
Do rodzaju należy jeden występujący współcześnie gatunek:
- Dicotyles tajacu (Linnaeus, 1758) – pekariowiec obrożny

Opisano również południowoamerykański mioceński gatunek wymarły:
- Dicotyles traunmuelleri (Spillmann, 1949)